# Schwarzsee (Plaffeien)
Schwarzsee ist eine Ortschaft in der Gemeinde Plaffeien. Die Ortschaft liegt am gleichnamigen See (Schwarzsee) im schweizerischen Kanton Freiburg.

## Geographie
Schwarzsee erstreckt sich entlang des West- und Nordufers des Schwarzsees mit den Ortsteilen Bad, Pürrena und Gypsera und dann entlang der Warmen Sense im Schwarzseetal über Rohr und weitere Weiler und Einzelhöfe bis nach Zollhaus. Dort vereinigt sich die Warme Sense mit der vom Sangernboden her kommenden Kalte Sense zur Sense, die ab hier die Grenze zwischen den Kantonen Freiburg und Bern bildet.

Luftbild aus 2000 m von Walter Mittelholzer (1925)

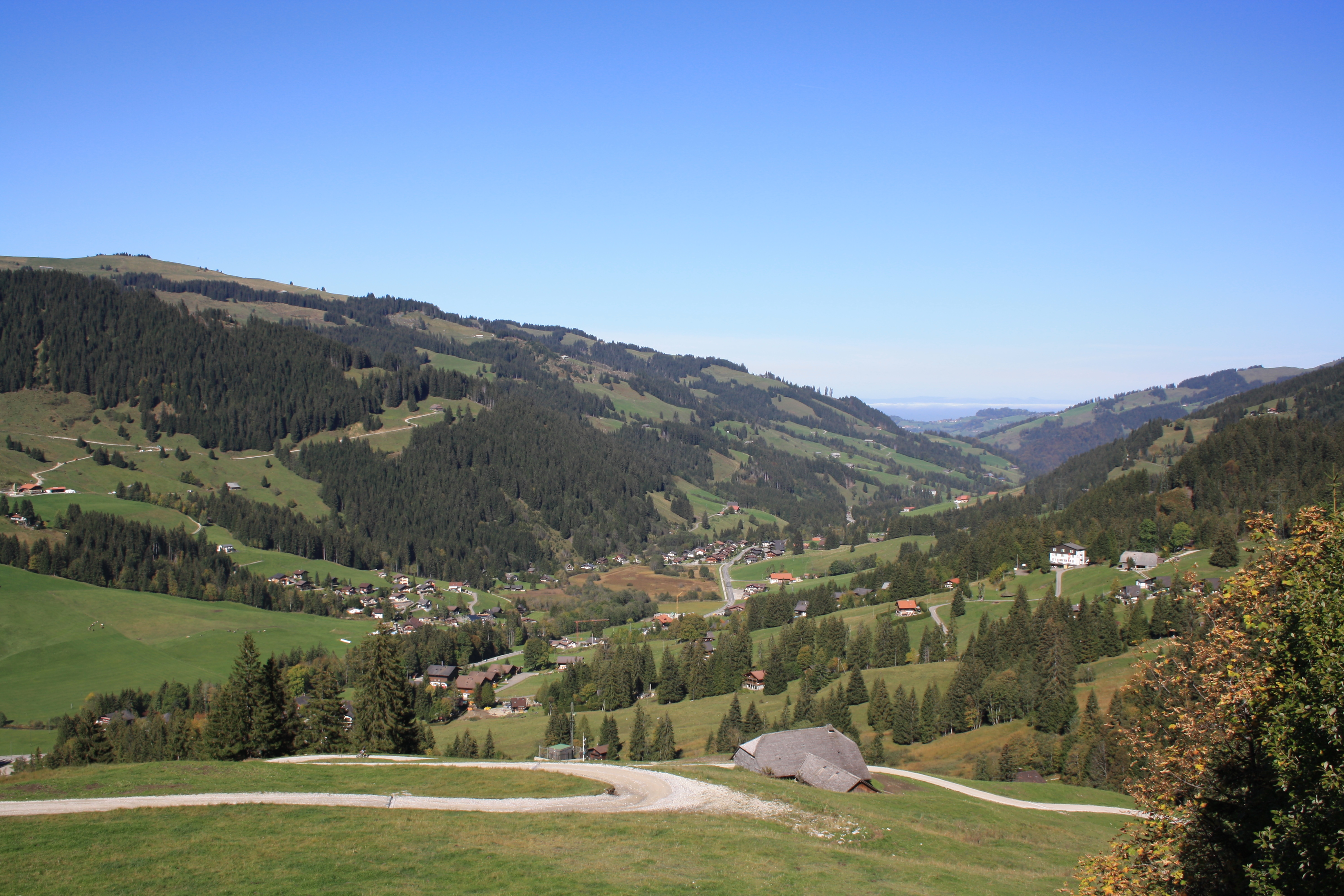
Schwarzseetal Richtung Plaffeien

## Geschichte

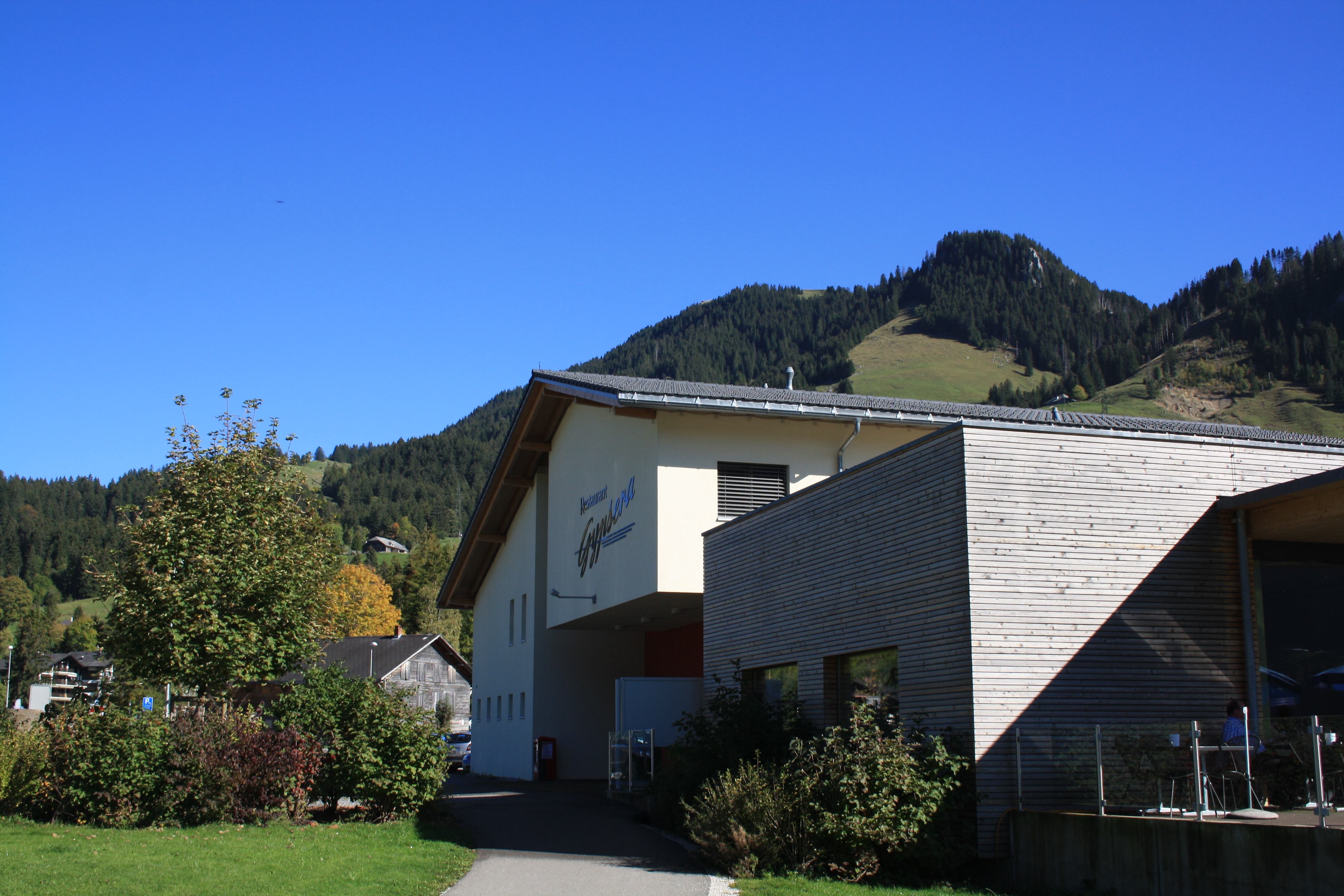
Restaurant Gypsera

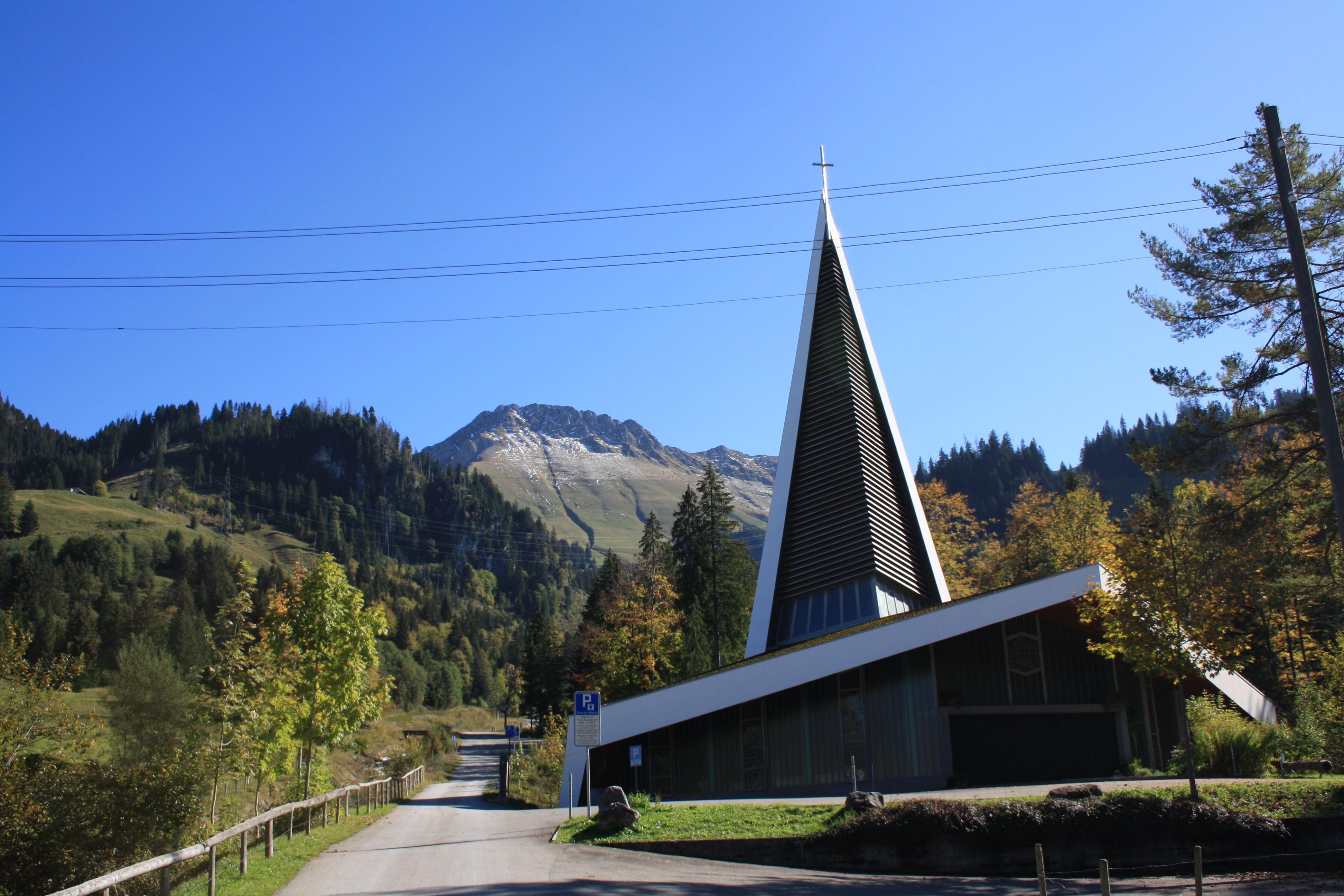
Bruderklauskirche in Schwarzsee

Die Entwicklung des Ortes hängt, von der Alpwirtschaft abgesehen, eng mit dem See zusammen. Das Gebiet von Schwarzsee gehörte im Mittelalter zu den Herrschaften Plaffeien und Jaun. Diese kamen 1486 bzw. 1504 durch Kauf an die Stadt Freiburg, welche beide als Vogteien verwaltete. Noch im 18. Jahrhundert kannte den Schwarzsee kaum jemand ausser den Eigentümern der Weiden und den Hirten sowie Holzfällern der Gegend.
Um 1750 herum aber entdeckte man die Schönheit der Alpen, die man bis dahin gefürchtet und gemieden hatte. In dieser Zeit, im Jahre 1777, kaufte der Fischer Peter Schuwey von Plaffeien die Bergweide Ramserli mit ihren Schwefelquellen und baute 1784 das erste Badehaus am Schwarzsee. 1826 ging endlich der Wunsch nach einer Strasse in Erfüllung; da diese Strasse mit einem Zoll belastet wurde, entstand beim Zusammenfluss der beiden Sensen (Kalte und Warme Sense) das Zollhaus, welches als Ortsname verewigt werden sollte. Dank dieser Strasse nahm der Tourismus stetig zu. 
Ab dem Jahr 1900 wurde das Hotel und Restaurant Gypsera betrieben. Es eröffnete  zunächst in der alten Gipsmühle und ist heute ein moderner Neubau. Durch den Bau der Seilbahnen entwickelte sich der Ort ab 1946 zum sehr beliebten Ausflugsziel und Naherholungsgebiet für die Stadt Freiburg. Die Bahn auf den Schwyberg hat in der Zwischenzeit ihren Betrieb eingestellt. Für den Sommer- und Wintertourismus besteht eine Bergbahn von der Gypsera zur Riggisalp, zudem gibt es Skilifte am Fuss der Kaiseregg.
Im Jahr 1966 wurde die Bruderklauskirche in Schwarzsee eingeweiht.

## Schwarzsee-Schwinget
Seit 1937 werden am Schwarzsee Schwing- und Älplerfeste veranstaltet. Das Schwarzsee-Schwinget zählt zu den wichtigen Bergschwingfesten und findet jährlich statt.

## Campus Schwarzsee
Seit 2016 betreibt das Bundesamt für Zivildienst sein nationales Ausbildungszentrum im Campus Schwarzsee. Es bietet Unterkunft für bis zu 312 Zivildienstleistende und ermöglicht es, bis zu 18 Ausbildungskurse gleichzeitig durchzuführen. Daneben besteht das Sport- und Freizeitzentrum des Kantons Freiburg, das Räume und Sportanlagen an Schulen und Vereine vermietet.

## Persönlichkeiten mit Bezug zu Schwarzsee
- Paul Geheeb (1870–1961) und Edith Geheeb (1885–1982), deutsche Reformpädagogen, lebten von 1939 bis 1946 in Schwarzsee.

- Annemarie Huber-Hotz (1948–2019), Bundeskanzlerin, verstarb in Schwarzsee